# Sizzla
Sizzla Kalonji (rojen Miguel Orlando Collins), jamajški pevec in glasbenik roots rock reggaeja, * 17. april 1976, Saint Ann's Bay, okrožje Saint Ann, Jamajka.

## Življenje in delo
Sizzla se je rodil predanima rastafarijanskima staršema in odraščal v getu jamajške prestolnice Kingston, August Town.
Sizzla je zelo produktiven glasbenik, celo za jamajške standarde. Velja za enega najvplivnejših in inventivnih izvajalcev reggaeja sodobnega časa. Sizzla je pripadnik rastafarijanske sekte Bobo Ašanti (Bobo Ashanti), znane po svojem pravovernem izrazju, brezpogojni zavrnitvi vrednot, povezanih z zahodno kulturo in kolonializmom. Njegove pesmi govorijo o revščini in brezupnosti, ki prevladuje mlade Jamajčane in očitno zatira mlade po svetu. Kakor Robert Nesta »Bob« Marley nekaj generacij pred njim, se Sizzlova sporočila dotikajo revščine, brezdomstva, policijske surovosti, kulturnega ponosa ter političnega in religijskega zatiranja.

## Diskografija

### Studijski albumi
- Burning up - RAS Records 1995
- Praise Ye Jah - Xterminator 1997
- Black Woman and Child - VP Records 1997
- Kalonji (Evropa) / Freedom Cry (ZDA) 1998
- Royal Son of Ethiopia 1999
- Good Ways 1999
- Be I Strong 1999
- Bobo Ashanti 2000
- Words of Truth 2000
- Liberate yourself 2000
- Taking Over 2001
- Rastafari Teach I Everything 2001
- Black History 2001
- Blaze Up the Chalwa 2002
- Ghetto Revolutionary 2002
- Up In Fire 2002
- Da Real Thing 2002
- Pure Love 2003
- Rise To The Occasion 2003
- Light Of My World 2003
- Speak Of Jah 2004
- Stay Focus 2004
- Jah Knows Best 2004
- Life 2004
- Bless - Peter ice fi no 2004
- Red Alert 2004
- Soul Deep 2005
- Burning Fire 2005
- Brighter Day 2005
- Jah Protect 2005
- Ain't Gonna See Us Fall 2006
- Waterhouse redemption 2006
- Smoke weed with 44 Rounds 2006
- The Overstanding 2006
- Children of Jah - Rude Boy 2007
- I-Space -	Greensleeves 2007
- Rastafari - Penitentiary 2008
- Addicted - LGN Entertainment 2008
- No Way - LGN Entertainment 2008
- Give Me A Try - LGN Entertainment 2008